# Espíritu rebelde
'Espíritu Rebelde (en inglés, Rebel spirit) es el primer episodio de la segunda temporada ( Libro segundo: Espíritus) de la serie animada de televisión La leyenda de Korra. El episodio salió al aire el 13 de septiembre de 2013 en Nickelodeon de los Estados Unidos, seguido inmediatamente por el segundo episodio, "Las luces del sur".

## Argumento
Seis meses después del final de la derrota de Amon, Korra cree que ha dominado por completo el Aire Control, Mako trabaja como policía, a su hermano Bolin le va mal en el torneo de pro-control con sus nuevos compañeros de "Los hurones de Fuego", y Asami intenta mantener a flote la empresa de su padre, Industrias Futuro.
Con Tenzin y su hermano Bumi, ahora retirado de las fuerzas armadas, los amigos de Korra y Tenzin visitan a sus familias en la Tribu Agua del Sur. Ellos se reúnen con la hermana de Tenzin, Kya, y su madre, Katara así como los padres de Korra Tonraq y Senna. También llegan a la fiesta del solsticio el tío de Korra, Unalaq, jefe de la Tribu Agua del Norte y sus hijos gemelos Desna (varón)y Eska (mujer), primos de la joven Avatar, Korra. Unalaq critica la pérdida de la tribu agua del sur de la espiritualidad y busca ser el tutor de su sobrina Korra en los caminos de los espíritus. Mientras tanto, Asami establece un acuerdo de negocios con el magnate excéntrico y productor de la película "La gran estafa", y Eska adopta a Bolin como su novio.
Después que un espíritu enojado ataca el festival, y Korra trata de luchar contra él en vano, se calmó al instante por Unalaq debido a una técnica de agua-control que éste uso. A pesar de las advertencias de su padre, El Avatar Korra elige a su tío Unalaq en lugar de Tenzin como su maestro espiritual.

## Desarrollo
El primer episodio fue proyectada por adelantado en el panel The Legend of Korra en San Diego Comic-Con el 19 de julio de 2013, junto con el lanzamiento del tráiler del segundo libro.

## Índices de audiencia
La primera emisión de Rebel Spirit. y Las luces del sur en Nickelodeon de EE.UU fue visto por 2,6 millones de espectadores.

## Recepción
El primer episodio fue revisado de manera positiva después de su preestreno por IGN, que aprecia la configuración del conflicto global y la escritura humorística. El revisor también observó que "la animación en el Libro Segundo se ha dado un paso adelante en la calidad, con los avances notables en las secuencias de acción y el tratamiento del color" lo calificó con 8.8 sobre 10 al primer episodio rebel spirit siendo una buena puntuación. 
Varias publicaciones revisaron los dos episodios de estreno conjuntamente. El A.V. Club Emily Guendelsberger señaló que mantienen "ritmo breckneck" de la trama de la primera temporada y parecía empeñado en señalar una ruptura con la convención de evitar la muerte en el entretenimiento de los niños, mostrando un espíritu arrastrando un marinero de su muerte probable en el mar. Apreció la interpretación matizada de la relación entre Korra y Mako y defectos del personaje de Korra, pero remarcó que Unalaq se estaba estableciendo como antagonista de la temporada un poco obvio.
En TV.com, Noel Kirkpatrick escribió comentarios favorables a la serie La leyenda de Korra calificándola como "uno de los mejores programas de la televisión" por manejar la cantidad necesaria de la exposición, y en su introducción del tema del conflicto entre el espiritualismo y el secularismo la escritura de Vulture, Matt Parches destacaron la suelta, la cinematografía de estilo de mano -. reto para una serie de animación - y los "maravillosos", extraños, espíritus salvajemente imaginado libradas por Korra".